# Barnabas Fink
Anton Barnabas Fink (* 10. Juni 1867 in Andelsbuch; † 20. September 1947 ebenda) war ein österreichischer Politiker (CS) und Pfarrer. Fink war von 1902 bis 1914 und von 1918 bis 1930 Abgeordneter zum Vorarlberger Landtag, in den Jahren 1919 bis 1923 sowie im Jahr 1929 Mitglied des Landesrats und von 1920 bis 1923 als zweiter Landeshauptmannstellvertreter Mitglied der Landesregierung. Er gilt als Schöpfer der Vorarlberger Kraftwerke und der Illwerke.

## Leben und Wirken
Barnabas Fink wurde am 10. Juni 1867 als Sohn von Alois Fink (* 1825) und Maria Barbara Albrecht (1837–1895) in einer bäuerlichen Familie in der Bregenzerwäldergemeinde Andelsbuch geboren. Zur Volksschule ging er in seiner Heimatgemeinde, später besuchte er ab 1880 das Vinzentinum in Brixen. Im Jahr 1888 entschloss sich Fink dazu, Priester zu werden und trat in Brixen ins Priesterseminar ein. Die Priesterweihe erfolgte am 3. Juli 1892, die Primiz am 12. Juli 1892 in der Pfarrkirche Andelsbuch. Zunächst war er bis 1895 als Kaplan und vom 18. November 1895 bis zum 1. August 1934 als Pfarrer in Hittisau tätig. Zusätzlich war er ab 1901 bis 1941 Dekan des Dekanats Bregenzerwald und Geistlicher Rat.
Im Jahr 1902 wurde Barnabas Fink erstmals als Abgeordneter der Landgemeinden für den Wahlbezirk Bregenz - Bregenzerwald in den 9. Vorarlberger Landtag gewählt. Bei der Wahl zum 10. Vorarlberger Landtag wurde er 1909 als Abgeordneter der allgemeinen Wählerklasse Bregenz - Bregenzerwald gewählt. 1917 wurde er vom Landtag zum Referenten für den Ausbau der Wasserkräfte bestellt. Erstmals Mitglied des Vorarlberger Landesrats wurde er am 3. November 1918, als er zum Ersatzmitglied für Landesratsmitglied Josef Kennerknecht bestellt wurde. Seine Ressorts waren Fremdenverkehrswesen und Landeskraftanlagen.
Ab 1918 war er bis zu seinem Rücktritt am 10. Juni 1930 Landtagsabgeordneter. Daneben war er ab dem 17. Juni 1919 bis zum 5. November 1923 erstmals Mitglied im Landesrat. Während dieser Amtsperiode war er ab dem 3. Juli 1920 als Nachfolger von Fritz Preiß Zweiter Landeshauptmannstellvertreter in der Landesregierung. Am 4. Juni 1929 folgte er kurzzeitig dem ehemaligen Landesrat Johann Josef Mittelberger in dessen Amt nach und wurde abermals bis zum 1. Oktober 1929 Mitglied der Landesregierung. Im Jahr 1932 wurde ihm von der Bundesregierung das Große Ehrenzeichen für Verdienste um die Republik Österreich verliehen.